# Barbara Peters (Schauspielerin)
Barbara Peters (eigentlich Barbara Kreisler-Peters, * 1942 in Berlin) ist eine deutsche Schauspielerin, Synchronsprecherin und Sängerin.
Sie trat in den 1970er Jahren im Berliner Reichskabarett auf, lernte dort 1976, auf der Geburtstagsfeier der Sängerin und Kabarettistin Helen Vita, den Kabarettisten Georg Kreisler kennen und wurde 1977 seine Bühnenpartnerin und Lebensgefährtin.  Sie wurden 1985 in Las Vegas während einer Amerikareise getraut und blieben bis zum Tode Kreislers im November 2011 miteinander verheiratet. Von 1992 bis 2007 lebten sie in Basel, seit Mai 2007 in Salzburg.

## Arbeit
Barbara Peters ist hauptsächlich für ihre Zusammenarbeit mit Georg Kreisler bekannt. Zuvor war sie, nach Abschluss des Studiums an der Max-Reinhardt-Schauspielschule (Berlin), in Theateraufführungen und Fernsehsendungen sowie als Synchronsprecherin tätig (so z. B. als Stimme von Olivia de Havilland, Ornella Muti und Dominique Sanda). Darüber hinaus war sie auch als Sprecherin an Hörspielen beteiligt.
Sie spielte unter anderem die Hauptrolle in Ingeborg Bachmanns Hörspiel Der gute Gott von Manhattan und im Drama Geschlossene Gesellschaft von Jean-Paul Sartre. Fernsehserien, bei denen sie mitgewirkt hat, sind Geschäft mit der Sonne (als Karin Wiegand), Hamburg Transit und Kleinstadtbahnhof (als Antje Boddin). In dem Heimatfilm Grün ist die Heide (1972) verkörperte sie eine etwas lästige Bekannte des Hauptdarstellers Roy Black. Auch später war sie weiterhin auf Theaterbühnen zu sehen, so in dem Musical Jakobi und Leidental von Hanoch Levin (Wien 1985), in Oben von Georg Kreisler (Salzburg 1989) und in Eifersucht (Basel).

## Diskographie
Alle Aufnahmen zusammen mit Georg Kreisler.
- Mit dem Rücken gegen die Wand, Preiser 1979 (LP)
- Gruselkabinett, Preiser 1981 (LP)
- Taubenvergiften für Fortgeschrittene, 1985 (MusiCassette; CD kip 2006)
- Wo der Pfeffer wächst, Preiser 1985  (LP)
- Wenn die schwarzen Lieder wieder blüh’n, Turicaphon 1987 (LP)
- Fürchten wir das Beste, kip 1996 (CD)
- Als der Zirkus in Flammen stand, kip 1999 (CD)
- Wenn ihr lachen wollt …, kip 2001 (CD)
- Lieder gegen fast alles, kip 2002 (CD)